# جشنواره فیلم کن ۱۹۷۲
بیست پنجمین دوره جشنواره فیلم کن در این دوره دو فیلم طبقه کارگر به بهشت می‌رود و ماجرای ماتئی توانستند به صورت مشترک برنده نخل طلا شوند 

## هیئت داوران
- جوزف لوزی (رئیس هیئت داوران)
- بیبی آندرشون
- ژرژ اوریک
- ارسکین کالدول
- مارک دانسکوی
- میلوش فورمن
- آلن تانر

## مسابقه
فیلم‌های زیر برای بخش مسابقه انتخاب شده‌اند:
- Ani Ohev Otach Rosa - موشه میزراهی
- ماجرای ماتئی - فرانچسکو رزی
- طبقه کارگر به بهشت می‌رود - الیو پتری
- A Fan's Notes - اریک تیل
- تصاویر (فیلم) - رابرت آلتمن
- جرمایا جانسون - سیدنی پولاک
- شاه، بی‌بی، سرباز - یرژی اسکولیموفسکی
- اغوای میمی - لینا ورتمولر
- سرود سرخ - میکلوش یانچو
- Nous ne vieillirons pas ensemble - موریس پیالا
- طبقه حاکم (فیلم) - Peter Medak
- سلاخ‌خانه شماره پنج (فیلم) - جرج روی هیل
- سولاریس (فیلم ۱۹۷۲) - آندری تارکوفسکی
- مهمانان (فیلم ۱۹۷۲) - الیا کازان

## برندگان
- نخل طلا:

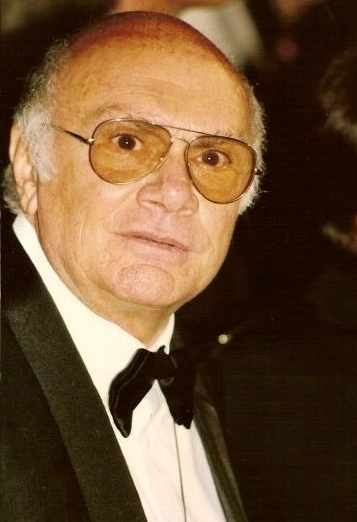
فرانچسکو رزی, برنده نخل طلا

- - طبقه کارگر به بهشت می‌رود - الیو پتری
  - ماجرای ماتئی - فرانچسکو رزی
- جایزه بزرگ (جشنواره فیلم کن): سولاریس (فیلم ۱۹۷۲) - آندری تارکوفسکی
- جایزه هیئت داوران جشنواره فیلم کن: سلاخ‌خانه شماره پنج (فیلم) - جرج روی هیل
- جایزه بهترین بازیگر مرد جشنواره فیلم کن: ژان یان برای Nous ne vieillirons pas ensemble
- جایزه بهترین بازیگر زن جشنواره فیلم کن: سوزانا یورک برای تصاویر (فیلم)
- جایزه بهترین کارگردان جشنواره فیلم کن: میکلوش یانچو برای Még kér a nép